# Joël Alessandra
Joël Alessandra, né à Marseille en 1967, est un illustrateur, scénariste et dessinateur  de bandes dessinées français. 

## Biographie
Après avoir suivi une formation d'architecte d'intérieur à l'école Boulle, Joël Alessandra se tourne vers le dessin et la bande dessinée. Il s'installe en Italie de 1991 à 1995 et collabore au magazine Il Grifo. 
Il séjourne à plusieurs reprises en Afrique et notamment à Djibouti où il travaille auprès du Centre culturel français, cette expérience lui inspirant son premier album Fikrie, paru à La Boîte à bulles en novembre 2006. Il accompagne plusieurs expéditions en qualité d'illustrateur, au Tchad sur les traces d'André Gide ou dans la Corne de l'Afrique, et illustre de ses aquarelles les albums que ces voyages suscitent : Fierté de Fer en 2008, Retour au Tchad en 2010, Ennedi, la beauté du monde en 2012. En 2009, il dessine Bad Atmosphère, une bande dessinée policière scénarisée par Jean-Christophe Chatton, publiée chez Éditions Paquet. 
En 2010, il participe à la  bédénovela  Les Autres Gens dont il dessine quatre épisodes. Puis il entreprend l'adaptation en bande dessinée du roman d'Amin Maalouf le Périple de Baldassare. Publiée par Casterman, cette adaptation comprend trois tomes  Le Centième Nom, Un ciel dans les étoiles et La tentation de Gênes sortis respectivement en mai 2011, mars 2012 et février 2013. Errance en mer Rouge sorti en 2014 est récompensé du prix du meilleur album lors du treizième festival de la bande dessinée de Nîmes. Enfin, il collabore à la revue Psikopat, publie des caricatures dans le journal Le Républicain d'Uzès et travaille pour la publicité et la communication.

## Œuvres
- 2006 Frikie, La Boîte à Bulles,  (ISBN 978-2-84953-047-4)
- 2007 Dikhil, Joël Alessandra (scénario, dessin et couleurs), Paquet, 96 p.  (ISBN 2-88890-183-8)
- 2008 Fierté de Fer, Claude Jeancolas et Idris Youssouf Elmi  (textes), Joël Alessandra (dessin et couleurs), Paquet, 80 p.  (ISBN 978-2-88890-266-9)
- 2009 Séjour en Afrique, Jean-Luc Coudray (scénario), Alain Garrigue (dessin), Joël Alessandra (couleurs), La Boîte à bulles,  (ISBN 978-2-84953-071-9)
- 2009 Instinct sauvage, Hervé Frehel (scénario), Joël Alessandra (dessin et couleurs), Casterman,  (ISBN 978-2-203-01403-9)
- 2009 Bad Atmosphère, Christophe Chatton (scénario), Joël Alessandra (dessin et couleurs), Paquet, 60 p.  (ISBN 978-2-88890-300-0)
- 2010 Retour au Tchad, Attié Djouid Djar et Pascal Villecroix (textes), Joël Alessandra (dessin et couleurs), La Boîte à Bulles,  (ISBN 978-2-84953-104-4)
- 2011 Le Périple de Baldassare, tome 1 Le Centième Nom[3], Joël Alessandra (scénario, dessin et couleurs), Casterman,  (ISBN 978-2-203-04060-1)
- 2012 Le Périple de Baldassare, tome 2 Un ciel dans les étoiles[4], Joël Alessandra (scénario, dessin et couleurs), Casterman,  (ISBN 978-2-203-04061-8)
- 2012 Ennedi,la beauté du monde, Pascal Villecroix (textes), Joël Alessandra (dessin et couleurs), La Boîte à Bulles,  (ISBN 978-2-84953-144-0)
- 2013 Le Périple de Baldassare, tome 3 La tentation de Gênes, Joël Alessandra (scénario, dessin et couleurs), Casterman,  (ISBN 978-2-203-04062-5)
- 2013 Escales en femmes inconnues, Joël Alessandra (scénario, dessin et couleurs), Casterman, 69 pages,  (ISBN 979-1-09183-502-2)
- 2014 Errance en mer Rouge[2], Joël Alessandra (scénario, dessin et couleurs), Casterman,  (ISBN 978-2-203-07585-6)
- 2015 Gustave Eiffel: Le géant du fer[5], Eddy Simon (scénario), Joël Alessandra (dessin et couleurs), 21g,  (ISBN 979-1-09-311104-9)
- 2015 Petit fils d'Algérie, Joël Alessandra (scénario, dessin et couleurs), Casterman,  (ISBN 978-2-203-09399-7)
- 2016 Louise, le venin du scorpion[6], Chantal Van den Heuvel (scénario), Joël Alessandra (dessin et couleurs), Casterman,
- 2017 Abyssinie[7], éditions Paulsen  (ISBN 978-2-3-7502034-0)
- 2017 Lady Whisky[8],[9], Joël Alessandra (scénario, dessin et couleurs), Casterman, 136 pages,  (ISBN 978-2-20-312018-1)
- 2020 La Force des femmes[10], Des ronds dans l’O,  (ISBN 978-2-37-418079-3)
- 2020 Les voyages d’Ibn Battuta[11],[12], par Joël Alessandra et Lotfi Akalay, Dupuis,  (ISBN 979-1-034-74583-8)
- 2022 On la trouvait plutôt jolie, Michel Lafon, d'après un roman de Michel Bussi  (ISBN 9782749946344)